# اگیا واروارا، نیکوزیا
اگیا واروارا، نیکوزیا (به لاتین: Agia Varvara, Nicosia) یک صومعه در قبرس است که در ناحیه نیکوزیا واقع شده‌است.

## خصوصیات
اگیا واروارا ۱٬۴۱۷ نفر جمعیت دارد.